# Akihiko Okase
Pour les articles homonymes, voir Okase.
Akihiko Okase est un ingénieur des effets sonores japonais.

## Biographie
Il est membre de l'Association japonaise d'enregistrement du cinéma et de la télévision.

## Filmographie partielle

### Au cinéma
- 1992 : Godzilla vs Mothra (ゴジラvsモスラ)
- 1993 : Godzilla vs Mechagodzilla 2 (ゴジラvsメカゴジラ)
- 1994 : Godzilla vs Space Godzilla (ゴジラvsスペースゴジラ)
- 1996 : Kids Return (キッズ・リターン) de Takeshi Kitano
- 1997 : SASORI IN U.S.A. (ja) de Daisuke Gotō
- 1997 : Yūkai (誘拐)
- 2000 :   Battle Royale de Kinji Fukasaku
- 2002 : Hush! (ハッシュ!)
- 2002 : Le Royaume des chats (猫の恩返し)
- 2002 : Dark Water de Hideo Nakata
- 2003 : La Mort en ligne (着信アリ) de Takashi Miike
- 2004 : Kamikaze Girls (下妻物語) de Tetsuya Nakashima
- 2004 : Nobody Knows (誰も知らない) de Hirokazu Kore-eda (monteur d'effets sonores)
- 2004 : Le Château ambulant de Hayao Miyazaki
- 2005 : Shinobi (忍?) de Ten Shimoyama (ja)
- 2006 : Taiyō no uta (タイヨウのうた) de Norihiro Koizumi
- 2008 : Ode à la joie (ja) (歓喜の歌) de Jōji Matsuoka
- 2008 : Still Walking (歩いても 歩いても, Aruitemo aruitemo)  de Hirokazu Kore-eda
- 2009 : Air Doll (空気人形) de Hirokazu Kore-eda
- 2018 :   Une affaire de famille  de Hirokazu Kore-eda
- 2019 : The Great War of Archimedes (アルキメデスの大戦, Arukimedesu no taisen) de Takashi Yamazaki
- 2021 :  Asakusa Kid (en) (浅草キッド) de Gekidan Hitori (en)
- 2023 : L'Innocence (怪物, Kaibutsu?) de Hirokazu Kore-eda

## Récompenses et distinctions
- 2017 : Prix de la Japanese Academy : Prix spécial de l'Association